# Aleksandr Anjukov
Aleksandr Gennad'evič Anjukov (in russo Александр Геннадьевич Анюков?; Samara, 28 settembre 1982) è un allenatore di calcio ed ex calciatore russo, di ruolo difensore, vice allenatore dello Zenit San Pietroburgo.

## Caratteristiche tecniche
Giocava come terzino destro.

## Carriera

### Club
Anjukov frequentava la scuola di calcio in Samara dall'età di sei anni. Nel 2000 incominciò a giocare per le riserve del Kryl'ja Sovetov Samara nella Pervenstvo Professional'noj Futbol'noj Ligi. Fu così notato da Aleksandr Tarkhanov e promosso in prima squadra.
Anjukov debuttò nella Prem'er-Liga il 14 ottobre 2000 in una partita contro lo Zenit San Pietroburgo, e giocò per il Kryl'ja Sovetov fino a metà del 2005. In questi anni divenne un calciatore internazionale partecipando anche al campionato europeo di calcio 2004.
Nel luglio 2005 si trasferì allo Zenit San Pietroburgo. Con questa squadra raggiunse i quarti di finale della Coppa UEFA 2005-2006 e la finale della Coppa UEFA 2007-2008 vincendola. Si è guadagnato così un posto per il campionato europeo di calcio 2008.
Il 14 novembre 2010 vince il secondo campionato con la squadra di San Pietroburgo.

### Nazionale
L'8 giugno 2012 esordisce da titolare agli Europei nella partita contro la Repubblica Ceca (4-1).

## Palmarès

### Club

#### Competizioni nazionali
- Campionato russo: 5

Zenit San Pietroburgo: 2007, 2010, 2011-2012, 2014-2015, 2018-2019
- Supercoppa di Russia: 4

Zenit San Pietroburgo: 2008, 2011, 2015, 2016
- Coppa di Russia: 2

Zenit San Pietroburgo: 2009-2010, 2015-2016

#### Competizioni internazionali
- Coppa UEFA: 1

Zenit: 2007-2008
- Supercoppa UEFA: 1

Zenit: 2008